# Kostel svatého Jakuba Staršího (Želnava)
Kostel svatého Jakuba Staršího v Želnavě je barokně přestavěný gotický kostel chráněný jako kulturní památka České republiky. Je filiálním kostelem římskokatolické farnosti Volary, do konce roku 2019 byl farním kostelem zrušené farnosti Želnava. Součástí této kulturní památky je hřbitov obehnaný ohradní zdí.

## Historie
První písemná zmínka o kostele pochází z roku 1395, kdy byla Želnava po vleklém sporu s vyšehradským proboštstvím navrácena do majetku zlatokorunského kláštera. Z tohoto gotického období se nejspíš zachovala pouze dolní část kostelní věže. V roce 1686 byla přistavěná sakristie a o dva roky později zvýšená věž. V letech 1708–1712 byl kostel barokně rozšířen a přestavěn při zachování původních dispozičních prvků, byla zvětšená okna a zvýšená věž. Vysvěcení novostavby proběhlo dne 19. února 1713 českokrumlovským prelátem Siegmundem Hübnerem. V roce 1772 došlo k dalšímu zvýšení věže, v roce 1892 byl opraven strop lodi, krovy a kostel byl odvodněn, o deset let později byly ve věži postaveny schody k druhé empoře.

## Architektura
Kostel je orientovaná jednolodní stavba s pětibokým presbytářem, k jehož jižní straně přiléhá sakristie, západnímu průčelí předstupuje hranolová věž s valeně zaklenutým podvěžím a krytým bočním schodištěm, k jižní straně lodi přisedá plochostropá předsíňka. Loď kostela je plochostropá se štukovým zrcadlem, 14,3 metry dlouhá a 11 metrů široká, v její západní části je vzácně dochovaný patrový dřevěný kůr nesený dvěma dřevěnými sloupy. Starší spodní kruchta má trámovou podlahu a vzedmutou poprseň s letopočtem 1834. Presbytář, hluboký 7,9 metrů a 7,3 metry široký, je zaklenut valenou klenbou s výsečemi, sakristie má klenbu křížovou. Fasády kostela jsou hladké, zdobená jsou pouze nároží barevně zvýrazněnou bosáží, interiér je osvětlen obdélnými okny se segmentovým záklenkem a štukovými šambránami. Střecha lodi je sedlová, sakristie pultová s oplechovaným sanktusníkem, věž má střechu stanovou.

## Zařízení
Hlavní oltář svatého Jakuba portálového typu se sloupy s tordovanými dříky je z roku 1724, jeho malířská i sochařská výzdoba je však mladší. Protějškové sochy svatého Petra a Pavla na konzolách presbytáře jsou torzem dvanácti soch apoštolů z druhé poloviny 17. století, při severní straně presbyteria je sochařský oltář svatého Jana Nepomuckého. Sochařskou výzdobu mají i protějškové oltáře v lodi, kopie pozdně krásnoslohé sochy Madony z druhé čtvrtiny 15. století zdobí severní oltář. Z kostela pochází i gotický deskový obraz zvaný „Klanění králů ze Želnavska“, z doby okolo roku 1420, který je uložen ve sbírkách Národní galerie v Praze. Žulová křtitelnice s letopočtem 1723 má dřevěné vyřezávané víko, kazatelna z druhé poloviny 17. století je zdobená obrazy západních církevních otců. U vchodu do sakristie je v dlažbě 1,5 metru dlouhý žulový náhrobní kámen z roku 1727, druhý náhrobník faráře Bartoloměje Jana Kernstoka při epištolní straně lodi nese letopočet 1693. Ze čtyř zvonů zmiňovaných v roce 1918 se dochoval jediný z roku 1624 či 1644, který byl ulit zvonařem Heinrichem Ableitnerem z Pasova.  Varhany z roku 1811 od varhanáře Franze Jentschke s jedním manuálem a dvanácti rejstříky nahradily starší nástroj z roku 1727.

## Hřbitov

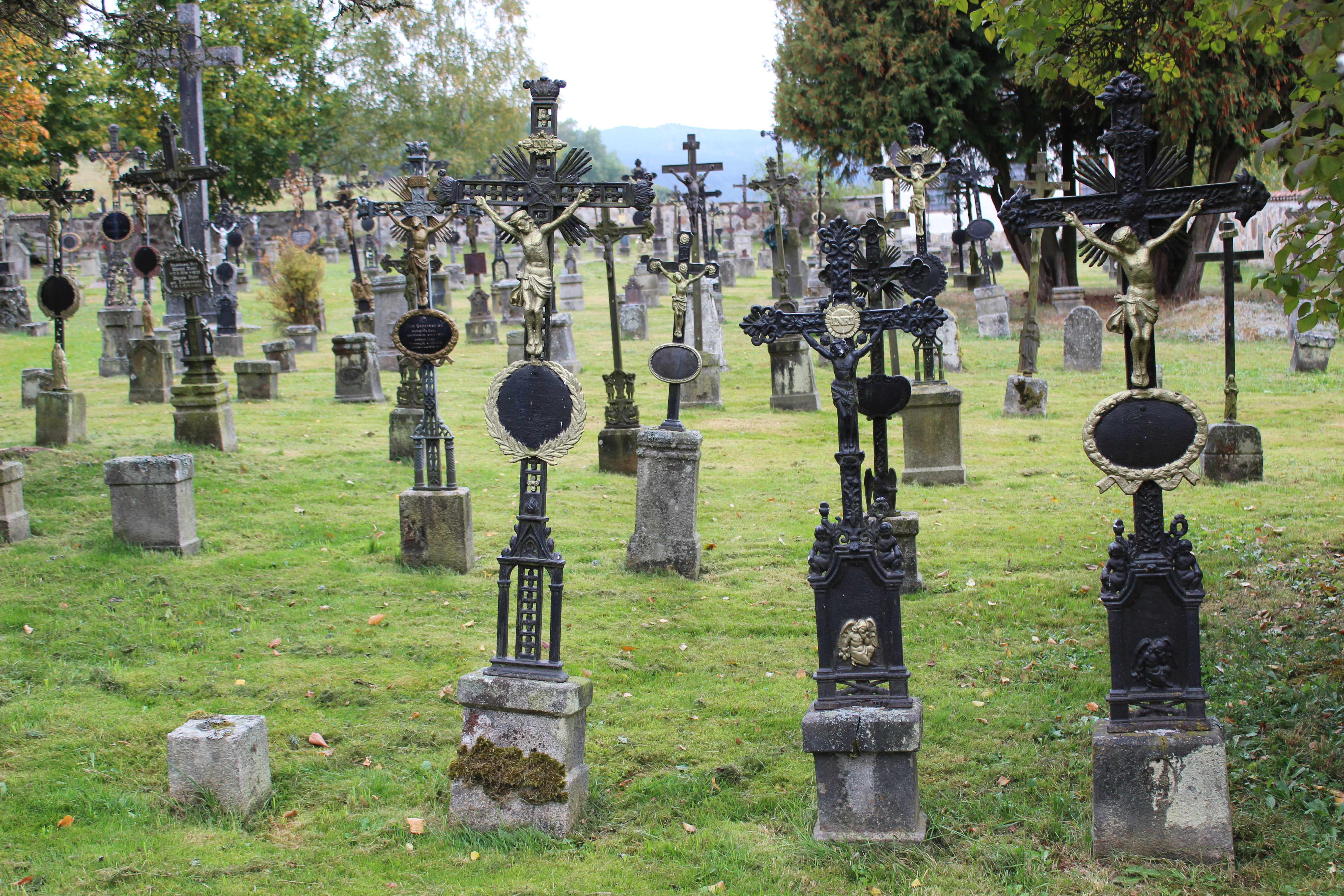
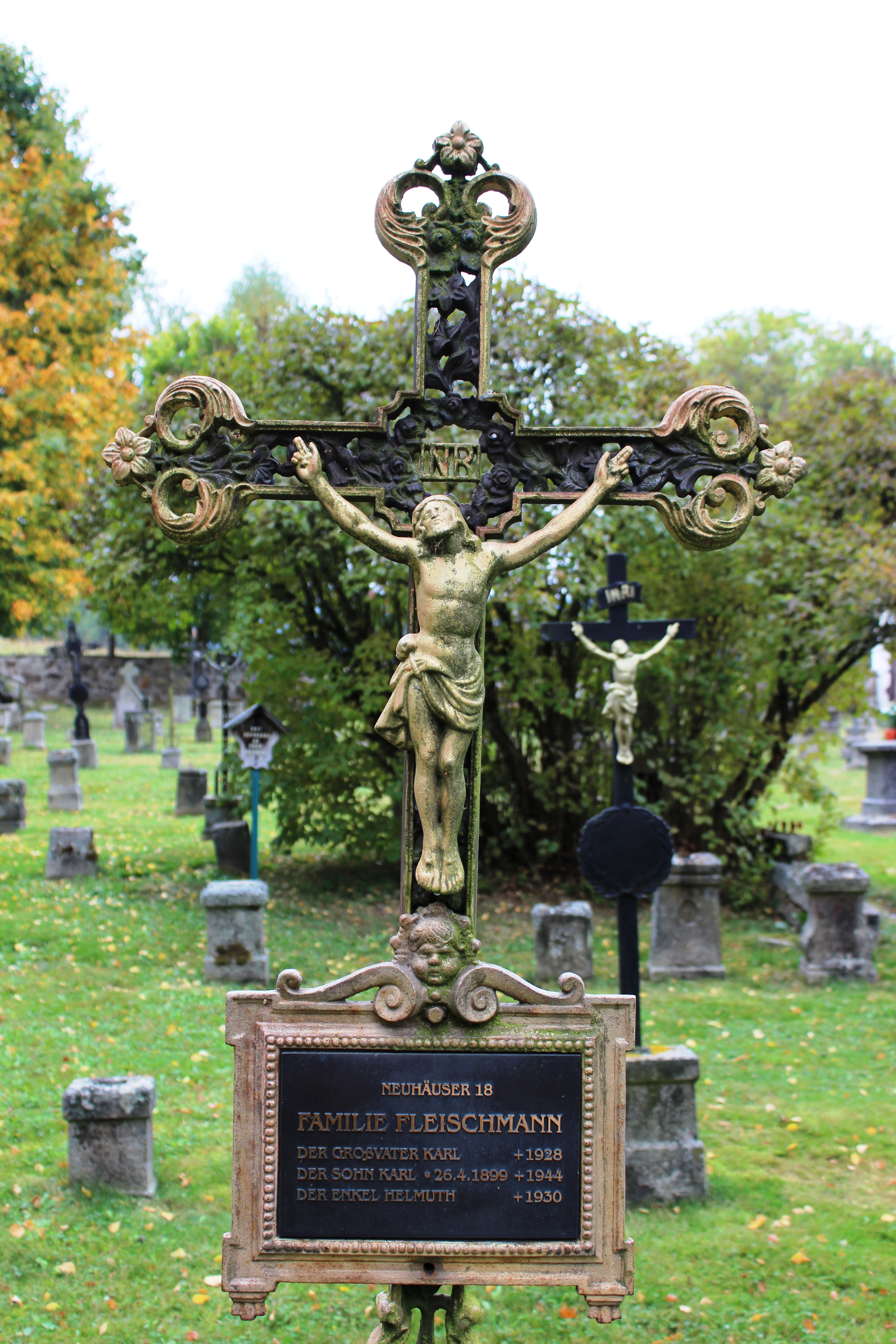
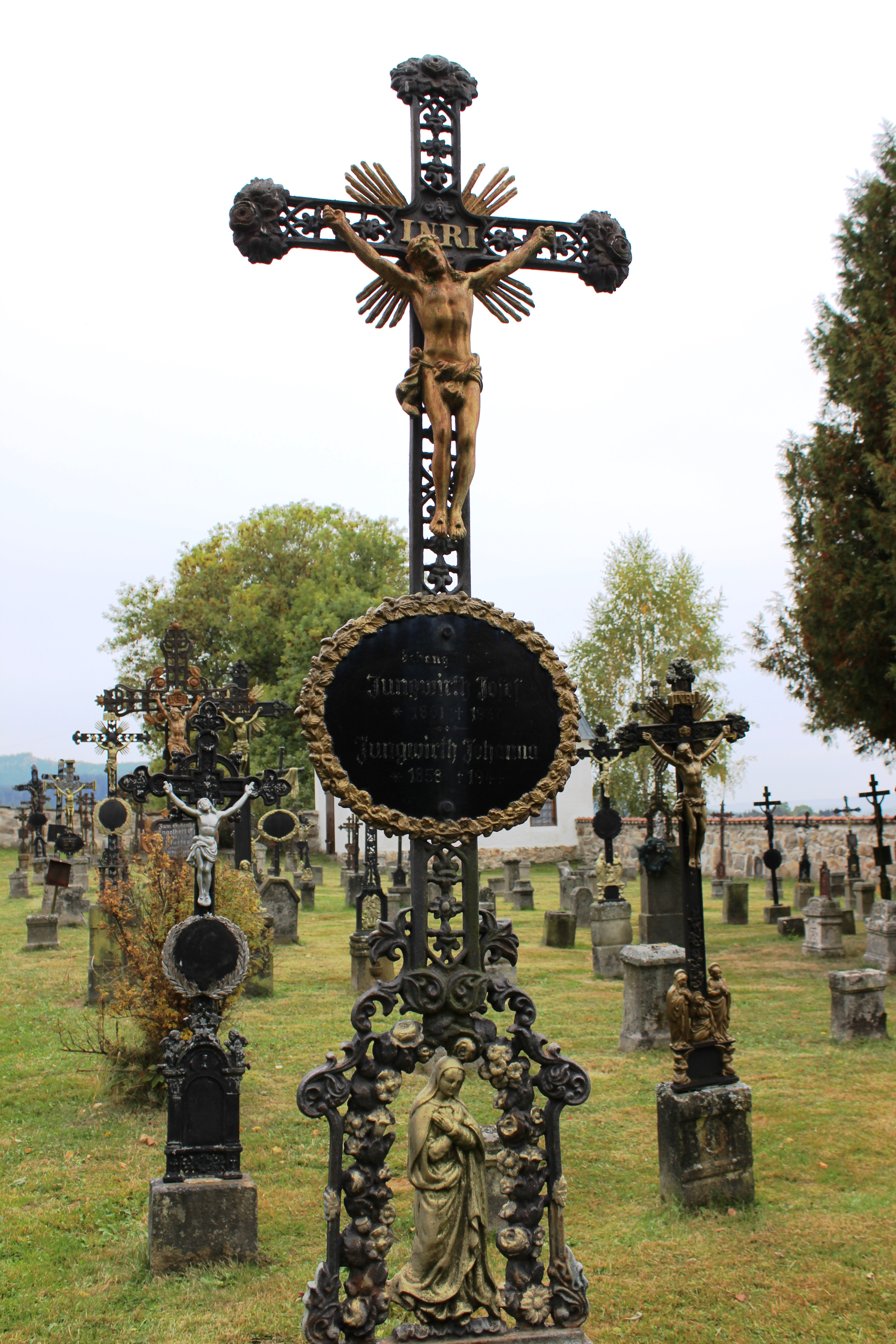
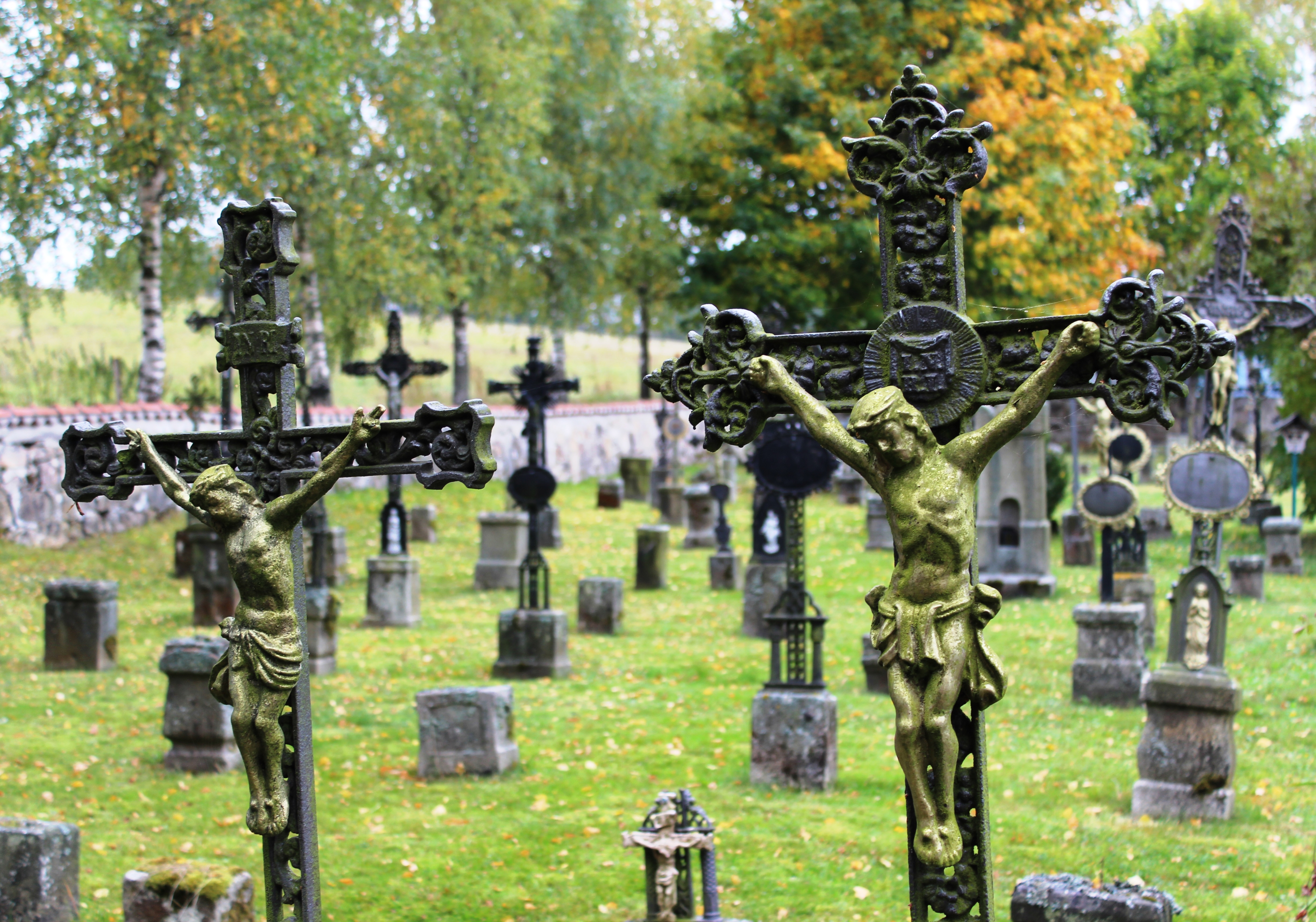
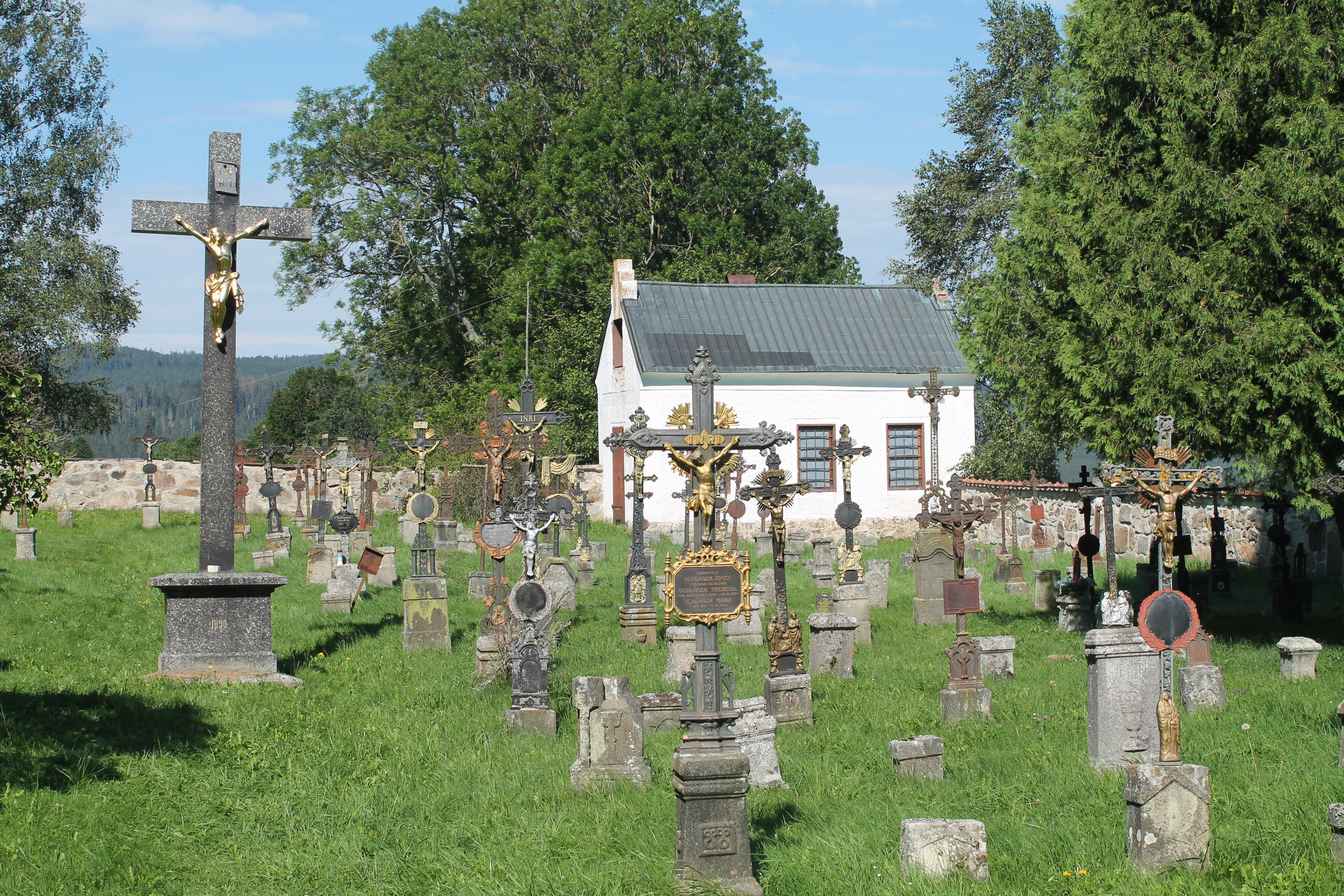

Na počátku 80. let 20. století se zrodila myšlenka přeměnit některý z venkovských hřbitovů na sbírku umělecké sepulkrální litiny. Pro její realizaci byl vybrán právě želnavský hřbitov s více než dvěma sty litinových křížů a plastik. Projekt realizovaný od roku 1981 postupně přeměnil neudržovaný hřbitov (původní obyvatelstvo bylo po roce 1945 vysídleno) ve sbírku umělecké náhrobní litiny, která byla konzervována a doplněna svozy z okolních hřbitovů.